# The Paul Simon Song Book
The Paul Simon Song Book är Paul Simons första soloalbum, utgivet i augusti 1965. Albumet är producerat av Reginald Warburton och Stanley West och inspelat i London under tre dagar i juni och juli 1965. Albumet gavs inte ut i USA förrän 2004, då det gavs ut på CD. Enligt uppgift kostade inspelningen 60 £ och Simon fick ett förskott på 90 £.
I början av 1965 spelade Simon in tolv sånger för BBC, vilka senare sändes i radio uppdelat i tre avsnitt under en tvåveckorsperiod. Radiokanalen fick mängder av uppskattande brev, vilket till slut ledde till att Simon fick kontrakt med engelska filialen till skivbolaget CBS Records.
Albumet gavs inte ut i USA förrän 1969 av Columbia, men Simon tvingade skivbolaget att dra tillbaka utgåvan bara några dagar senare. Först 1981 dök albumet upp igen i 5-LP-Boxen Collected Works (tillsammans med de fyra andra soloalbumen från 1972 - 1975) och inte förrän 2004 gavs albumet ut över hela världen på CD.
Alla låtar utom två, "A Church is Burning" och "The Side of the Hill", finns också inspelade av Simon and Garfunkel på deras tre första album. "The Side of the Hill" kan dock höras i bakgrunden på deras inspelning av "Scarborough Fair/Canticle".
"I Am a Rock" gavs också ut som singel.

## Låtlista
Samtliga låtar skrivna av Paul Simon.
1. "I am a Rock" - 2:52
2. "Leaves That Are Green" - 2:41
3. "A Church is Burning" - 3:38
4. "April Come She Will" - 1:55
5. "The Sound of Silence" - 3:19
6. "A Most Peculiar Man" - 2:26
7. "He Was My Brother" - 2:58
8. "Kathy's Song" - 3:42
9. "The Side of a Hill" - 2:28
10. "A Simple Desultory Philippic" - 2:25
11. "Flowers Never Bend with the Rainfall" - 2:27
12. "Patterns" - 3:13
13. "I am a Rock" (alternativ version) - 2:44
14. "A Church Is Burning" (alternativ version) - 3:10

13-14 är bonusspår på den remastrade CD-utgåvan från april 2004.